# Algámitas
Algámitas é um município da Espanha na província de Sevilha, comunidade autónoma da Andaluzia, de área 20,49 km² com população de 1347 habitantes (2004) e densidade populacional de 65,74 hab/km².

## Demografia
| Variação demográfica do município entre 1991 e 2004 | Variação demográfica do município entre 1991 e 2004 | Variação demográfica do município entre 1991 e 2004 | Variação demográfica do município entre 1991 e 2004 |
| --------------------------------------------------- | --------------------------------------------------- | --------------------------------------------------- | --------------------------------------------------- |
| 1991                                                | 1996                                                | 2001                                                | 2004                                                |
| 1416                                                | 1412                                                | 1371                                                | 1347                                                |